# سارا ورگا
سارا ورگا (سوئدی: Sara Varga؛ زادهٔ ۱۴ آوریل ۱۹۸۲) خواننده، نویسنده، ترانه‌سرا و دی جی اهل سوئد است.
وی از سال ۲۰۰۷ میلادی تاکنون مشغول فعالیت بوده‌است.
 او در سال ۲۰۰۷ کتاب Från groda till prins را منتشر کرد.

## برخی تک آهنگ‌ها
- (Spring för livet (۲۰۱۱
- (Du gick (۲۰۱۰
- (Always Have (۲۰۰۸